# ميان قلعة (مقاطعة تشرداول)
ميان قلعة (بالفارسية: میان قلعه) هي قرية تقع في قسم بيجنوند الريفي (مقاطعة تشرداول) في إيران. يقدر عدد سكانها بـ 517 نسمة .